# Наленч II
Наленч II – шляхетський герб, вид герба Наленч.

## Опис герба
В червоному полі зображення срібної круглої зав'язаної внизу пов'язки. Клейнод: бородатий чоловік у срібному халаті і пов'язці, тримає з боків два оленячих роги. Намент: червоний, підбитий сріблом.

## Найбільш ранні згадки
XV століття. У цьому віці герб з'явився в Пінську і Вількомирі. З XVI століття приходять згадки про поширення герба у Хелмінському воєводстві.

## Роди
Лубоджейські (Lubodziejski), Лубоджеські (Lubodzieski), Подольські (Podolski) .

## Зовнішні посилання
- Herb Nałęcz II w serwisie Genealogia dynastyczna